# Elaeocarpus integrifolius
Elaeocarpus integrifolius é uma espécie de angiospérmica da família Elaeocarpaceae.
Apenas pode ser encontrada na Maurícia.
Os seus habitats naturais são: florestas secas tropicais ou subtropicais.